# Белуш, Мария Игоревна
Белуш, Мария Игоревна (в девичестве Остапчук) (18 декабря 1985, Новополоцк, Белорусская ССР, СССР) — белорусская спортсменка, выступающая в кикбоксинге и тайском боксе. Заслуженный мастер спорта. Первая в Беларуси чемпионка мира по Муай Тай среди женщин.

## Спортивная карьера
Заниматься тайским боксом начала в возрасте 16 лет у Петра Хаменка в городе Новополоцке. С 2003 года тренируется в СК «Кик Файтер» у Евгения Добротворского. В 2004 году впервые приняла участие в чемпионате мира по Муай Тай в городе Чиенгмай (Таиланд). Вышла в финал, где в равном и очень жестком бою уступила чемпионке мира из сборной России. В 2005 перешла в более лёгкую весовую категорию и на чемпионате мира в г. Бангкок (Таиланд) впервые из белорусских спортсменок завоевала золото по Муай Тай. Самым звёздным годом для Марии Белуш стал чемпионат мира 2007 года. Опустившись вниз ещё на одну весовую категорию, Мария добавила в скорости и блестяще выиграла все поединки чемпионата мира досрочно, став первой двукратной чемпионкой мира по Муай Тай. В финальном бою Мария установила своеобразный рекорд — самый быстрый нокаут — 4 секунды боя (удар левым хай киком в голову). После этого чемпионата Мария ушла в декретный отпуск и уже через год, в 2009 году, после рождения ребёнка., согнав 20 килограммов лишнего веса, завоевала четвертую медаль на чемпионате мира на этот раз бронзовую. В 2009 году окончила факультет права МВД Республики Беларусь. Продолжала тренироваться, воспитывая сына и участвуя в оперативной работе, связанной с задержанием и обезвреживанием преступников. Вскоре родила второго ребёнка и вопреки всем прогнозам, снова вернулась в спорт. Победа на чемпионате Беларуси и её пятый чемпионат мира на этот раз в весовой категории 75 килограммов и невероятно трудная серебряная медаль. После рождения 3 ребёнка Мария ненадолго приостановила карьеру. Однако спустя 2-3 года она стала тренером по тайскому боксу и кикбоксингу в д. Боровляны (Минская область). В 2023 году Мария заняла 3 место на чемпионате мира в Таиланде. В настоящий момент она тренирует детей и подростков в клубе Kikfighter.

### Спортивные достижения
Любительский спорт:
- 2004 Чемпионат мира по тайскому боксу WMF (Таиланд)  67 кг
- 2005 Чемпионат мира по тайскому боксу WMF (Таиланд)  63,5 кг
- 2007 Чемпионат мира по тайскому боксу WMF (Таиланд)  60 кг
- 2009 Чемпионат мира по тайскому боксу IFMA (Таиланд)  67 кг
- 2014 Чемпионат мира по тайскому боксу IFMA (Малайзия)  75 кг
- 2004—2014 многократная чемпионка Республики Беларусь.
- 2023 Чемпионат мира по тайскому боксу IFMA (Таиланд)  72 кг

Профессиональный спорт:
- 2006 Чемпионка РБ КМТ (63 кг) победа техническим нокаутом над Еленой Муратовой.